# Бичок (Курська область)
Бичок (рос. Бычок) — село в Касторенському районі Курської області Російської Федерації.
Населення становить 268 осіб. Входить до складу муніципального утворення Краснодолинська сільрада.

## Історія
Населений пункт розташований на території українського етнічного та культурного краю Східна Слобожанщина.
Від 2004 року входить до складу муніципального утворення Краснодолинська сільрада.

## Населення
| 2002 | 2010 |
| ---- | ---- |
| 387  | ↘268 |